# Johann Heinrich Wloemer

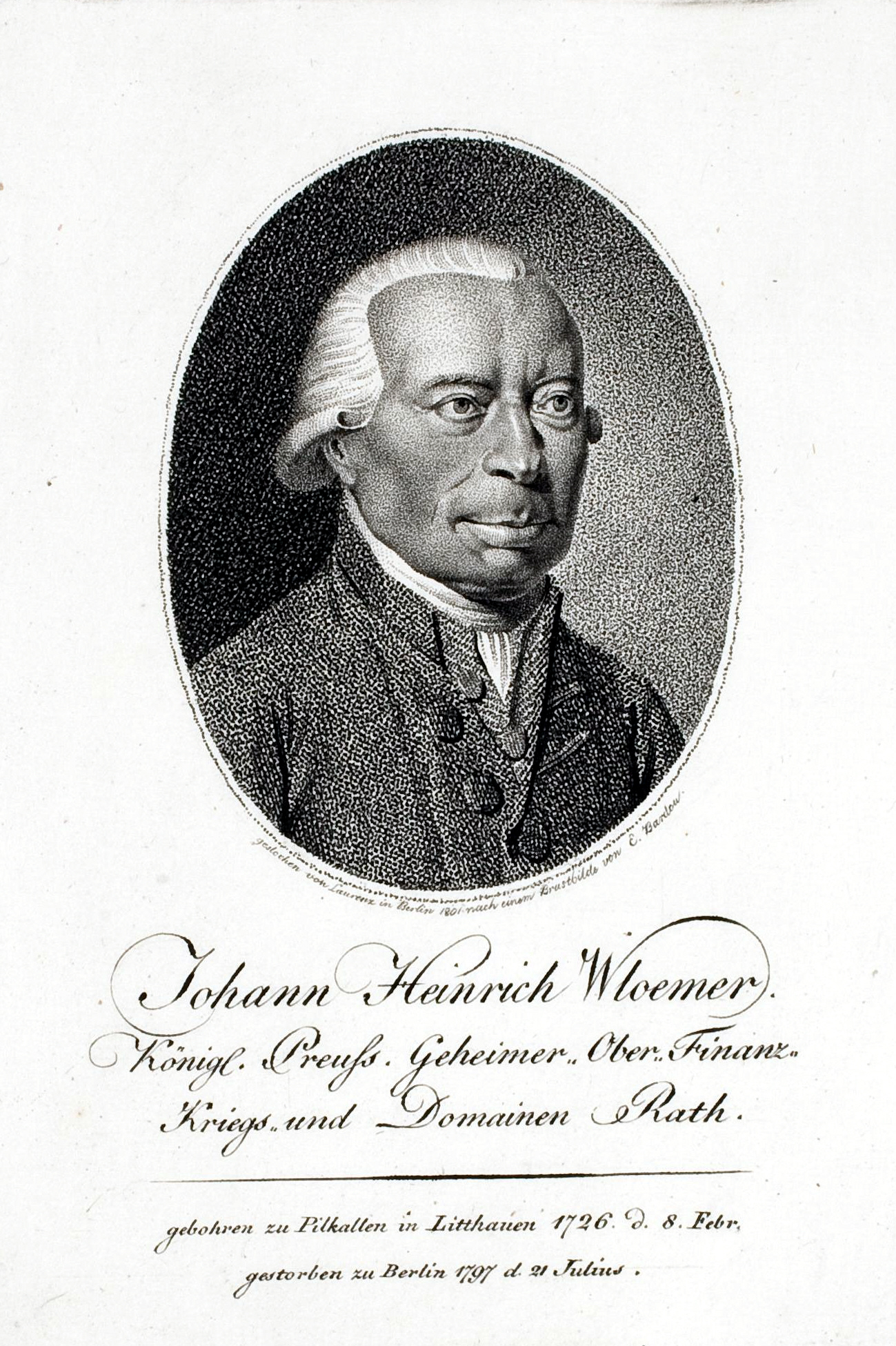
Johann Heinrich Wloemer

Johann Heinrich Wloemer (* 8. Februar 1726 in Pillkallen; † 21. Juli 1797 in Berlin) war ein deutscher Jurist. 
Er studierte in Königsberg, wo er sich mit Immanuel Kant anfreundete. 1751 wurde er Rechtsanwalt in Berlin, 1764 preußischer Kriegs- und Domänenrat, dann Oberfinanzrat und 1775 Justitiar des Generaldirektoriums.
Er war Berliner Rechtsanwalt (u. a. von Adolf von Buch) und Oberfinanzrat.
Wloemer war Mitglied der Berliner Mittwochsgesellschaft.